# 單因謬誤
單因謬誤（fallacy of the single cause），是一種非形式謬誤，係認定某事由一個單獨原因造成，而未考慮可能是由許多原因共同導致，即複合原因（complex cause）。

## 示例
例一

- 小明考試成績那麼差，一定是因為他天天玩遊戲機的關係。

考試成績差除了可能天天玩遊戲機而排擠讀書時間以外，可能還有其他原因，例如一時大意、試題太難、發生其他大事導致小明沒時間讀書等等，天天玩遊戲機不一定是唯一原因，也不一定是主因。
例二

- 作為臣子的我曾聽說：賢能的士人，是國家的珍寶、而美女則是國家的禍害。例如夏朝因妺喜而滅亡、商朝因妲己而滅亡、周朝因褒姒而滅亡。《吳越春秋》

妹喜、妲己和褒姒這三位美女，未必是這些夏商周這三個朝代滅亡的主要原因，甚至美女的存在根本就不是原因。
例三

- 除了產油國以外，一個國家會成為已開發國家，是因為廣納制度，也就是民主法治所致。
- 東亞國家會在民主化之前就有經濟奇蹟，是因為美援所致。

其他的因素，尤其工作倫理和地理因素等常被提出的因素，也應當考慮。

## 外部連結
- （英文）Causal reductionism and causal structures（页面存档备份，存于）